# Glenn Gould

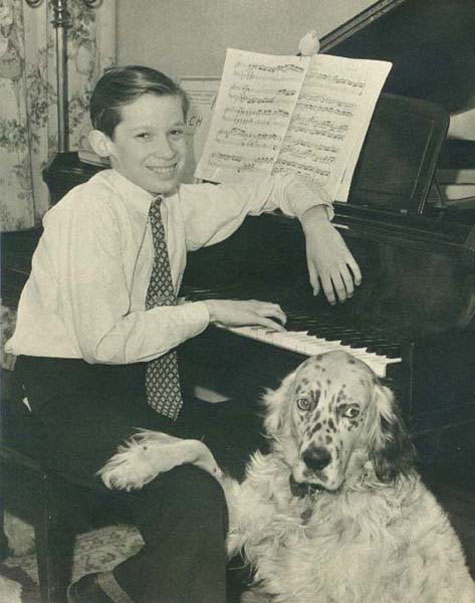
Glenn Gould

Glenn Herbert Gould (n. 25 septembrie 1932, Toronto, Ontario, Canada – d. 4 octombrie 1982, Toronto, Ontario, Canada) a fost un celebru pianist canadian al secolului al XX-lea. Este cunoscut pentru interpretarea caracterizată de rafinament tehnic și mai ales pentru înregistrările muzicii lui Bach.
În anul 1964 a părăsit brusc cariera de concertist și nu a mai apărut niciodată în public, consacrând-se înregistrărilor în studiou și realizării de emisiuni radiofonice pentru Radio Canada.

## Biografie

### Copilăria și adolescența
Gould s-a născut în 1932 la Toronto, Ontario, ca unic copil al părinților săi. Numele său la naștere era Glen Herbert Gold. Tatăl său, Russell Herbert („Bert”) Gold, provenea dintr-o familie metodistă cu rădăcini engleze și scoțiene. Mama sa, Florence („Flora”) Emma, născută Greig, cu zece ani mai vârstnică decât soțul ei, era de origine scoțiană și de rit presbiterian. Bunicul ei era văr cu compozitorul norvegian Edvard Grieg, prin ramura scoțiană a familiei acestuia. În anul 1939 tatăl pianistului și întreaga familie și-a schimbat numele din Gold în Gould pentru a nu fi socotiți din greșeală evrei, într-o perioadă în care antisemitismul era popular. Când mai târziu va fi întrebat în legătură cu presupusa lui origine evreiască, Gould obișnuia să spună, în glumă,că a fost evreu înainte de război. 
Gould a copilărit în casa părintească de pe Southwood Drive 32 din Toronto. A fost foarte legat de mama sa, care era foarte anxioasă în ce-l privea și de mic a preferat adesea compania animalelor. 
A crescut într-o atmosferă muzicală. Mama sa era profesoară de pian, tatăl învățase vioara în copilărie și amândoi cântau în coruri bisericești.
De timpuriu Florence Gould a prevăzut pentru copilul ei o carieră muzicală. La trei ani el a dovedit un auz absolut. De la 4 ani a luat lecții de pian și de canto cu mama sa.La 6 ani copilul a asistat entuziasmat la recitalul pianistului Josef Hofmann, iar la 7 ani a început să-și însoțească părinții la concertele Orchestrei Simfonice din Toronto. 
Glen, care a început, la un moment dat, să-și scrie prenumele cu doi n, Glenn, a studiat de la vârsta de zece ani la Conervatorul Regal de Muzică din Toronto, principalii săi maeștri fiind Alberto Guerrero (pian), Frederick C. Silvester (orgă) și Leo Smith (teoria muzicii)
Copil fiind, a  cântat de multe ori la orgă în biserici.  Deja la 13 ani, în 1945 a fost prima oară solist în public ca organist, iar în anul următor, a cântat ca pianist solist primaparte din Concertul nr.4 pentru pian și orchestră de Beethoven cu Orchestra Simfonică din Toronto. În 1947 a apărut pentru prima dată într-un recital, iar în anul 1950 a cântat prima dată într-un concert transmis la radio de canalul CBC. Acesta a fost debutul unei lungi relații intre Gould și radiodifuziune și cu studiourile de înregistrări.

### Solist internațional
În anul 1957 Gould a făcut un turneu de concerte în Uniunea Sovietică, fiind primul solist instrumentist nord-american care s-a produs acolo după cel de-al Doilea Război Mondial. În 1958 a interpretat concertul pentru pian în re minor de Johann Sebastian Bach cu Orchestra regală Concertgebouw sub bagheta lui Dimitri Mitropoulos, iar în 1959 a apărut acolo într-un recital. În 1959 Gould a interpretat la Carnegie Hall concertul nr.1  pentru pian de Johannes Brahms sub bagheta lui Leonard Bernstein.
La 10 aprilie 1964 Gould a apărut pentru ultima dată într-un concert public la Los Angeles. În restul vieții s-a concentrat asupra înregistrărilor in studiouri, și realizării de emisiuni radiofonice despre muzica clasică și, uneori, compoziției.
Gould s-a stins din viață în 1982 în urma unui accident vascular cerebral, la vârsta de 50 ani. A fost înhumat la cimitirul Mount Pleasant din Toronto.